# Olympische Sommerspiele 2020/Synchronschwimmen – Duett
Das Synchronschwimmen im Duett bei den Olympischen Spielen 2020 in Tokio fand vom 2. bis 4. August 2021 im Tokyo Aquatics Centre statt.

## Qualifizierte Nationen
| Qualifikationswettbewerb          | Datum                             | Ort              | Plätze | Qualifizierte Nation |
| --------------------------------- | --------------------------------- | ---------------- | ------ | -------------------- |
| Athleten aus dem Gruppenwettkampf | 7. September 2013 – 13. Juni 2021 | Tokio            | 10     | Ägypten              |
| Athleten aus dem Gruppenwettkampf | 7. September 2013 – 13. Juni 2021 | Tokio            | 10     | Australien           |
| Athleten aus dem Gruppenwettkampf | 7. September 2013 – 13. Juni 2021 | Tokio            | 10     | China                |
| Athleten aus dem Gruppenwettkampf | 7. September 2013 – 13. Juni 2021 | Tokio            | 10     | Griechenland         |
| Athleten aus dem Gruppenwettkampf | 7. September 2013 – 13. Juni 2021 | Tokio            | 10     | Italien              |
| Athleten aus dem Gruppenwettkampf | 7. September 2013 – 13. Juni 2021 | Tokio            | 10     | Japan                |
| Athleten aus dem Gruppenwettkampf | 7. September 2013 – 13. Juni 2021 | Tokio            | 10     | Kanada               |
| Athleten aus dem Gruppenwettkampf | 7. September 2013 – 13. Juni 2021 | Tokio            | 10     | ROC                  |
| Athleten aus dem Gruppenwettkampf | 7. September 2013 – 13. Juni 2021 | Tokio            | 10     | Spanien              |
| Athleten aus dem Gruppenwettkampf | 7. September 2013 – 13. Juni 2021 | Tokio            | 10     | Ukraine              |
| Europameisterschaften 2019        | 10. – 12. Mai 2019                | Sankt Petersburg | 1      | Großbritannien       |
| Afrika Qualifikation 1            | 12. – 28. Juli 2019               | Gwangju          | 1      | Südafrika            |
| Asien Qualifikation 1             | 12. – 28. Juli 2019               | Gwangju          | 1      | Kasachstan           |
| Ozeanien Qualifikation 1          | 12. – 28. Juli 2019               | Gwangju          | 0      | Neuseeland 2         |
| Panamerikanische Spiele 2019      | 29. – 31. Juli 2019               | Lima             | 1      | Mexiko               |
| Qualifikationsturnier 2021        | 10. – 13. Juni 2021 3             | Barcelona        | 8      | Österreich           |
| Qualifikationsturnier 2021        | 10. – 13. Juni 2021 3             | Barcelona        | 8      | Frankreich           |
| Qualifikationsturnier 2021        | 10. – 13. Juni 2021 3             | Barcelona        | 8      | Belarus              |
| Qualifikationsturnier 2021        | 10. – 13. Juni 2021 3             | Barcelona        | 8      | Niederlande          |
| Qualifikationsturnier 2021        | 10. – 13. Juni 2021 3             | Barcelona        | 8      | Vereinigte Staaten   |
| Qualifikationsturnier 2021        | 10. – 13. Juni 2021 3             | Barcelona        | 8      | Israel               |
| Qualifikationsturnier 2021        | 10. – 13. Juni 2021 3             | Barcelona        | 8      | Liechtenstein        |
| Qualifikationsturnier 2021        | 10. – 13. Juni 2021 3             | Barcelona        | 8      | Kolumbien            |
| Gesamt                            | Gesamt                            | Gesamt           | 22     | 22                   |

## Titelträger
| Olympiasiegerinnen | Natalja Ischtschenko / Swetlana Romaschina     | Rio de Janeiro 2016 |
| Weltmeisterinnen   | Swetlana Kolesnitschenko / Swetlana Romaschina | Gwangju 2019        |

## Qualifikation
Die zwölf besten Duos erreichten das Finale, in welches die Punktzahl des Technikdurchlaufs übernommen wurde.
2. August 2021, 19:30 (UTC+9)
3. August 2021, 19:30 (UTC+9)
| Platz | Name                                           | Nation             | Kür     | Technik | Gesamt   |
| ----- | ---------------------------------------------- | ------------------ | ------- | ------- | -------- |
| 01    | Swetlana Kolesnitschenko / Swetlana Romaschina | ROC                | 97,9000 | 97,1079 | 195,0079 |
| 02    | Huang Xuechen / Sun Wenyan                     | China              | 96,2333 | 95,5499 | 191,7832 |
| 03    | Marta Fjedina / Anastassija Sawtschuk          | Ukraine            | 94,9333 | 93,8620 | 188,7953 |
| 04    | Yukiko Inui / Moeka Yoshida                    | Japan              | 93,9333 | 93,3499 | 187,2832 |
| 05    | Claudia Holzner / Jacqueline Simoneau          | Kanada             | 91,2333 | 91,4798 | 182,7131 |
| 06    | Linda Cerruti / Costanza Ferro                 | Italien            | 91,2000 | 91,1035 | 182,3035 |
| 07    | Anna-Maria Alexandri / Eirini-Marina Alexandri | Österreich         | 90,5000 | 90,3773 | 180,8773 |
| 08    | Charlotte Tremble / Laura Tremble              | Frankreich         | 88,5667 | 87,3474 | 175,9141 |
| 09    | Bregje de Brouwer / Noortje de Brouwer         | Niederlande        | 88,1667 | 87,2612 | 175,4279 |
| 10    | Wassilina Chandoschka / Darja Kulagina         | Belarus            | 88,0333 | 87,2101 | 175,2434 |
| 11    | Alisa Ozhogina / Iris Tió                      | Spanien            | 88,3000 | 86,9281 | 175,2281 |
| 12    | Nuria Diosdado / Joana Jiménez                 | Mexiko             | 86,5333 | 86,6190 | 173,1523 |
| 13    | Anita Alvarez / Lindi Schroeder                | Vereinigte Staaten | 86,5333 | 86,1960 | 172,7293 |
| 14    | Kate Shortman / Isabelle Thorpe                | Großbritannien     | 84,7333 | 85,1548 | 169,8881 |
| 15    | Eden Blecher / Shelly Bobritsky                | Israel             | 84,6333 | 83,8580 | 168,4913 |
| 16    | Alexandra Nemitsch / Jekaterina Nemitsch       | Kasachstan         | 83,8667 | 83,2338 | 167,1005 |
| 17    | Lara Mechnig / Marluce Schierscher             | Liechtenstein      | 83,0333 | 83,2489 | 166,2822 |
| 18    | Estefanía Álvarez / Monica Arango              | Kolumbien          | 81,9667 | 82,0526 | 164,0193 |
| 19    | Hanna Hiekal / Laila Mohsen                    | Ägypten            | 78,9000 | 77,8625 | 156,7625 |
| 20    | Emily Rogers / Amie Thompson                   | Australien         | 76,3667 | 75,5343 | 151,9010 |
| 21    | Clarissa Johnston / Laura Strugnell            | Südafrika          | 72,1667 | 70,9099 | 143,0766 |
|       | Evelina Papazoglou / Maria Alzigkouzi Kominea  | Griechenland       | 88,1667 | DNS     | DSQ      |

## Finale
4. August 2021, 19:30 (UTC+9)
| Platz | Name                                           | Nation      | Kür     | Technik | Gesamt   |
| ----- | ---------------------------------------------- | ----------- | ------- | ------- | -------- |
| 01    | Swetlana Kolesnitschenko / Swetlana Romaschina | ROC         | 98,8000 | 97,1079 | 195,9079 |
| 02    | Huang Xuechen / Sun Wenyan                     | China       | 96,9000 | 95,5499 | 192,4499 |
| 03    | Marta Fjedina / Anastassija Sawtschuk          | Ukraine     | 95,6000 | 93,8620 | 189,4620 |
| 04    | Yukiko Inui / Moeka Yoshida                    | Japan       | 94,4667 | 93,3499 | 187,8166 |
| 05    | Claudia Holzner / Jacqueline Simoneau          | Kanada      | 93,0000 | 91,4798 | 184,4798 |
| 06    | Linda Cerruti / Costanza Ferro                 | Italien     | 92,4667 | 91,1035 | 183,5702 |
| 07    | Anna-Maria Alexandri / Eirini-Marina Alexandri | Österreich  | 91,8000 | 90,3773 | 182,1773 |
| 08    | Charlotte Tremble / Laura Tremble              | Frankreich  | 89,6333 | 87,3474 | 176,9807 |
| 09    | Bregje de Brouwer / Noortje de Brouwer         | Niederlande | 88,9000 | 87,2612 | 176,1612 |
| 10    | Alisa Ozhogina / Iris Tió                      | Spanien     | 88,6667 | 86,9281 | 175,5948 |
| 11    | Wassilina Chandoschka / Darja Kulagina         | Belarus     | 87,8000 | 87,2101 | 175,0101 |
| 12    | Nuria Diosdado / Joana Jiménez                 | Mexiko      | 86,5667 | 86,6190 | 173,1857 |